# Fausta Marianović
Fausta Marianović, född 1956, är en svensk författare av bosnisk härkomst.
Marianović flydde till Sverige 1992 och är numera bosatt i Lillarmsjö, en mil från Bjurholm i Västerbotten. Hon arbetar som MAS (Medicinskt Ansvarig Sjuksköterska) i kommunerna Bjurholm och Vindeln. Hon debuterade hösten 2008 med romanen Sista kulan sparar jag åt grannen. Boken är delvis självbiografisk.

## Priser och utmärkelser
- Norrlands litteraturpris 2009
- Albert Bonniers stipendiefond för yngre och nyare författare 2009
- Stina och Erik Lundbergs stiftelse Svenska akademien 2010
- Klas De Vylders stipendium 2010
- Västerbottens läns landstings kulturstipendium 2010
- Författarfondens stipendium 2010